# Base Cámara

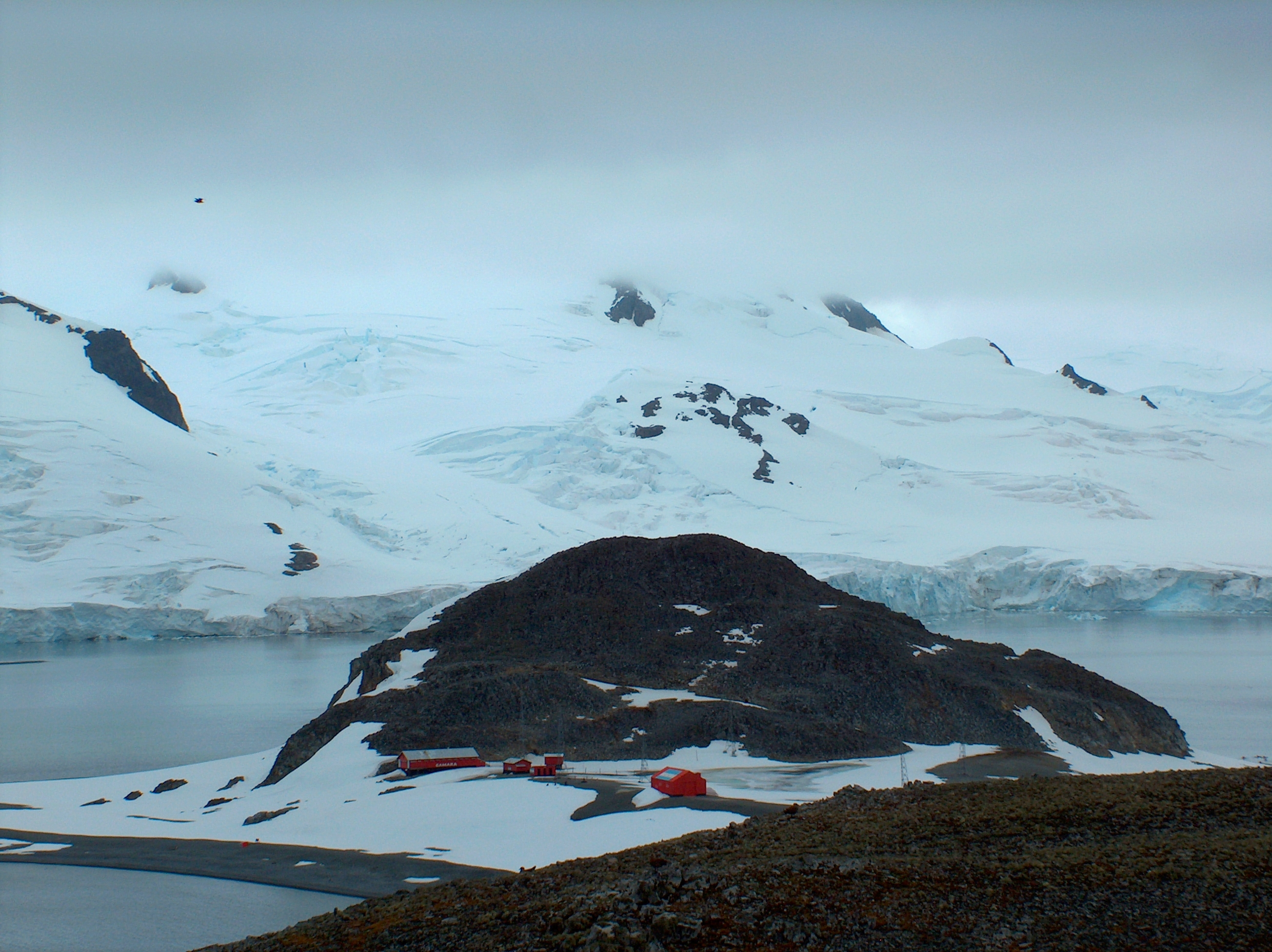
Base Cámara (2005).

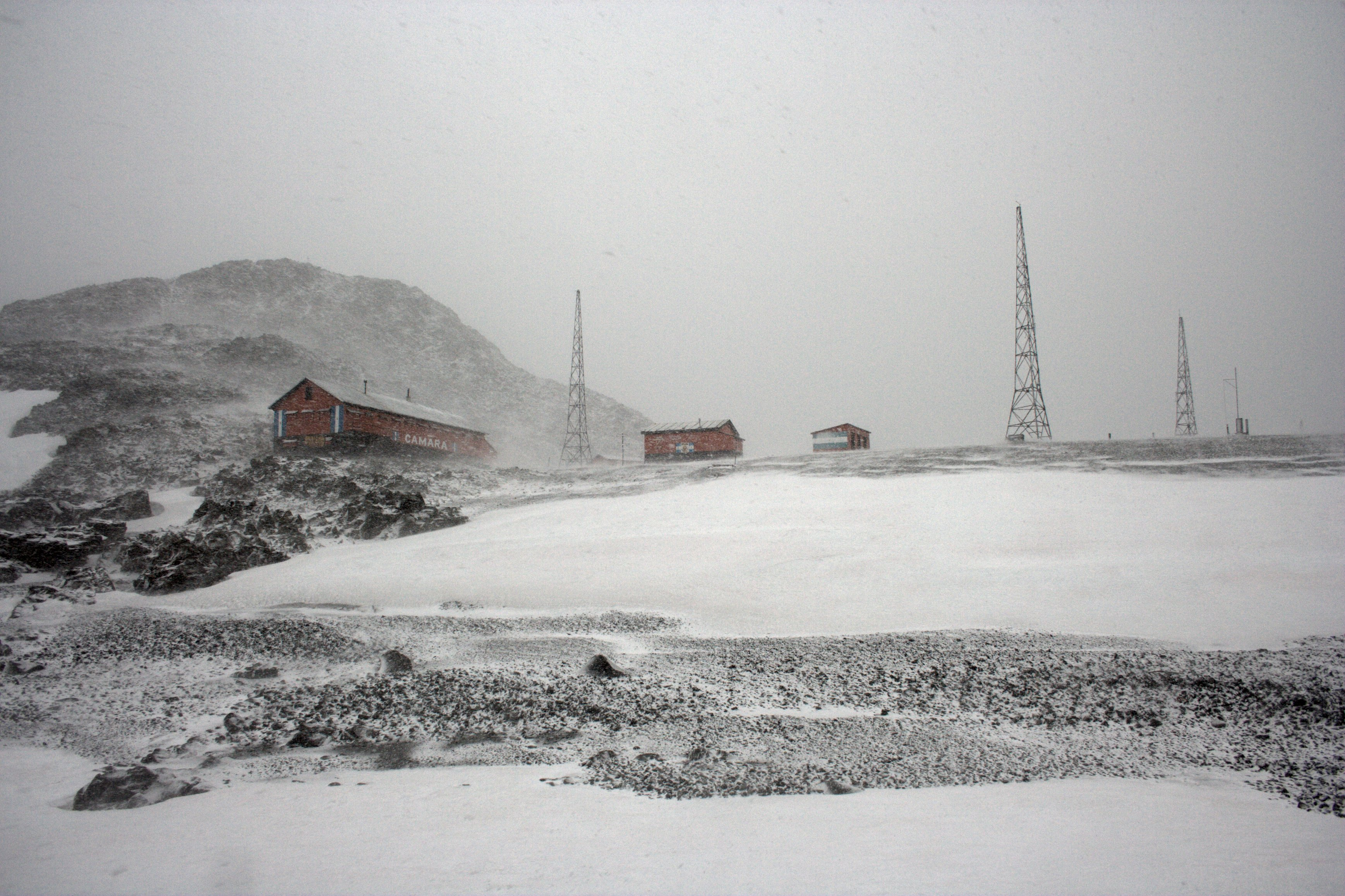
Base Cámara (2008).

La base antártica Cámara o base Cámara es una estación científica de la Antártida perteneciente a la República Argentina, sus coordenadas son 62°36′S 59°54′O / -62.600, -59.900. Se localiza sobre roca a 22 m s. n. m. en el piedemonte norte de la colina llamada La Morenita, en la caleta Menguante de la isla Media Luna. Esta isla perteneciente al archipiélago de las Shetland del Sur se halla dentro de la bahía Luna de la isla Livingston.
La infraestructura de la base cuenta con 483 m² bajo techo, 16 m² de laboratorios científicos, un área logística de 337 m² y 20 camas. Cuenta con 2 Zodiac con motor fuera de borda.

## Historia
Las instalaciones fueron construidas en marzo de 1952 y durante la campaña de verano austral 1952–1953 el 1 de abril de 1953 fue establecido por el capitán de navío Rodolfo Panzarini el destacamento naval Bahía Luna en la isla Media Luna. Fue inaugurado por el gobernador marítimo de Tierra del Fuego, contraalmirante Carlos Suárez Doriga.
En 1955 tomó el nombre de destacamento naval Teniente Cámara en homenaje al teniente aviador Juan Cámara, quién el 16 de enero de 1955 pereció en una accidente en caleta Potter de la isla Rey Jorge (o 25 de Mayo). Esta base fue clausurada en marzo de 1960 y reabierta en diciembre de 1988. Desde ese entonces se mantiene como una base de verano. En la década de 1990 su nombre fue modificado a Base Antártica Cámara o Base Cámara.
En la campaña antártica de verano 2016-2017 la base fue abierta el 29 de diciembre de 2016 y fue cerrada el 11 de marzo de 2017. La dotación fue embarcada en el transporte ARA Bahía San Blas.